# آندرئا نوئه
آندرئا نوئه (ایتالیایی: Andrea Noè؛ زادهٔ ۱۵ ژانویهٔ ۱۹۶۹) دوچرخه‌سوار اهل ایتالیا است. وی در مسابقات تور دو فرانس و جیرو دیتالیا شرکت کرده است.